# Eggeweg

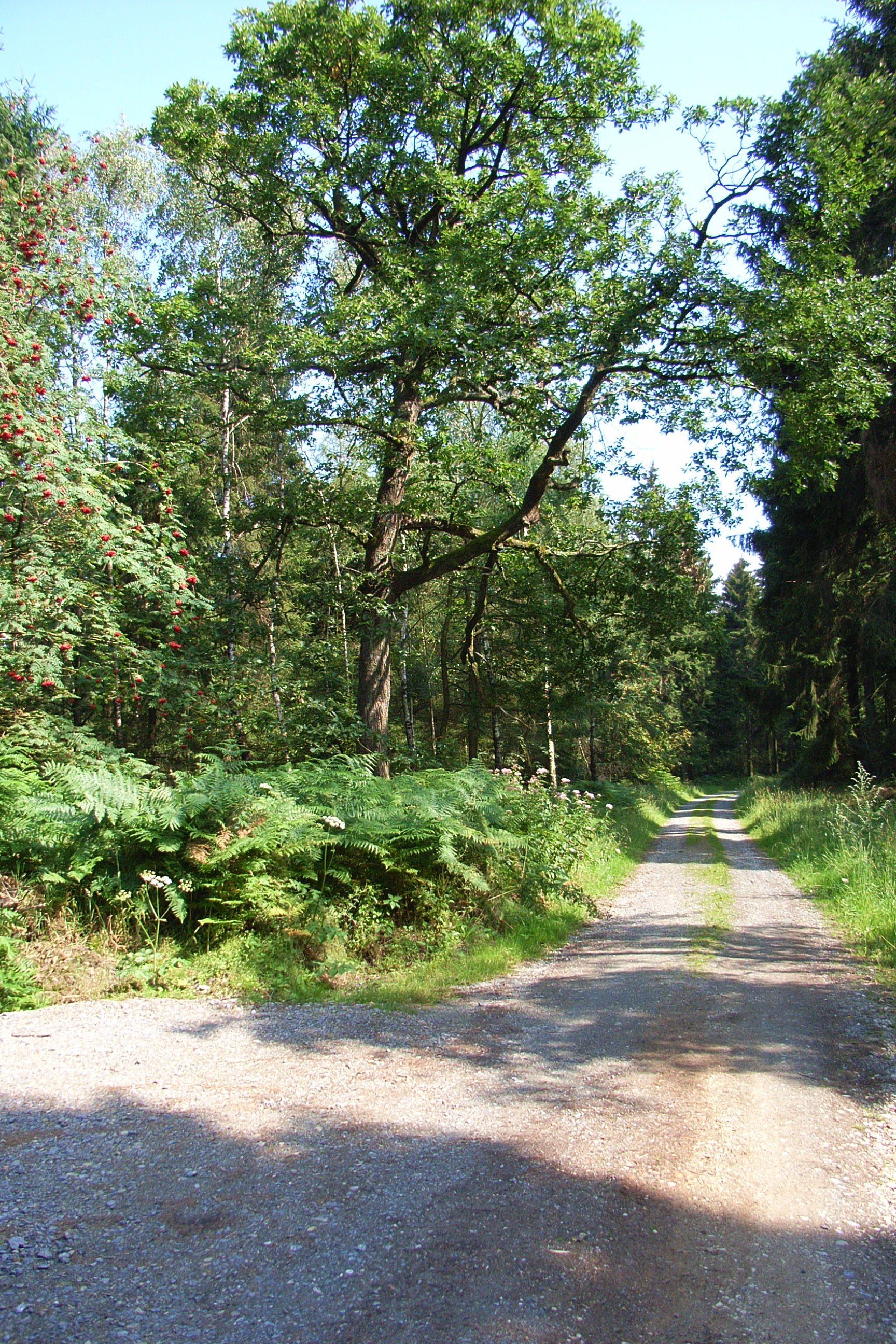
Der Eggeweg am Scholandstein bei Altenbeken

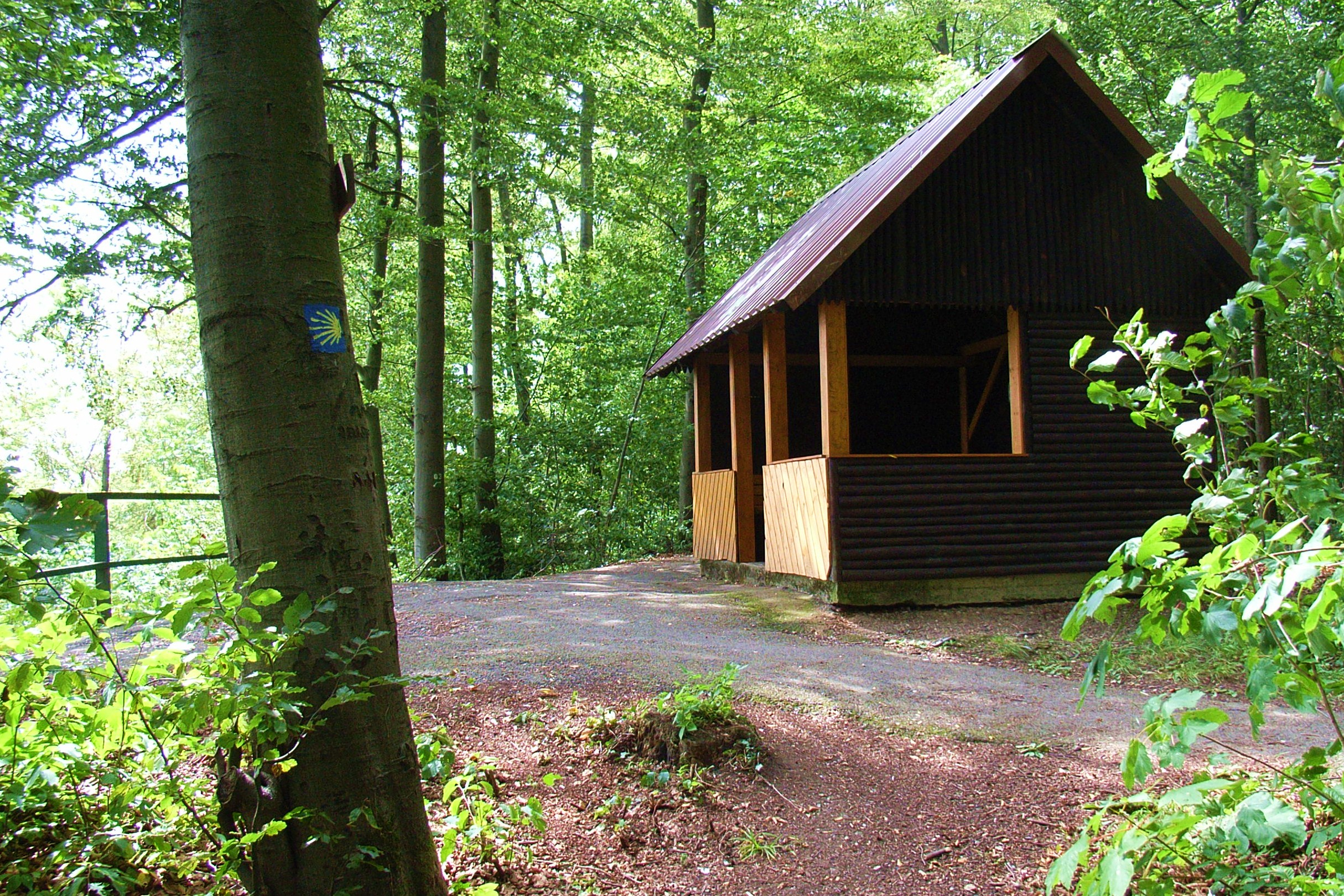
Die Schutzhütte Schöne Aussicht über Bad Driburg

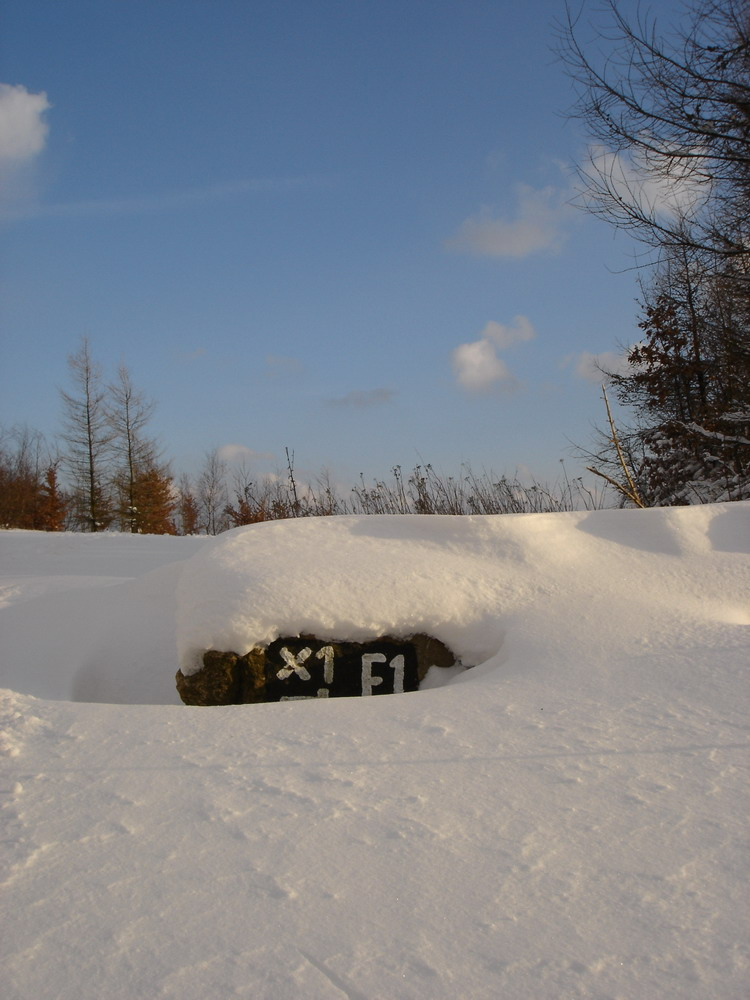
Wegmarkierung im Schnee

Der Eggeweg ist ein etwa 70 km langer Wanderweg im Eggegebirge in Nordrhein-Westfalen. Er bildet ein Teilstück des Europäischen Fernwanderwegs E1 in Deutschland. Zusammen mit dem Hermannsweg bildet der Eggeweg den Streckenwanderweg Hermannshöhen. Seit 2004 ist der Eggeweg als Prädikatswanderweg ausgezeichnet. Der Weg ist über die volle Länge mit einem weißen X (bzw. E1) markiert.

## Verlauf und Infrastruktur
Der vom Eggegebirgsverein (EGV) betreute Weg beginnt an den Externsteinen in Holzhausen-Externsteine und führt von Nord nach Süd bis nach Niedermarsberg im Sauerland. Sehenswürdigkeiten auf seinem Verlauf sind unter anderem das Silberbachtal mit der Silbermühle, der Lippische und der Preußische Velmerstot, die alten Erzgruben am Rehberg, die Ruinen der Iburg, die Alte Eisenbahn in der Nähe der Karlschanze, die Teutonia-Klippen, der Aussichtsturm Bierbaums Nagel und die Stadtwüstung Blankenrode. Die größten Orte am Weg sind Horn-Bad Meinberg, Bad Driburg und Marsberg.

### Teilstrecken
Vom Eggegebirgsverein werden folgende Teilstrecken unterschieden:
- Externsteine – Iburg (23 km)
- Iburg – Borlinghausen (Bierbaums Nagel) (22 km)
- Borlinghausen – Altstadt Blankenrode – Diemeltal (26 km)

### Schutzhütten
23 Schutzhütten gewähren dem Wanderer Möglichkeiten zur Rast und Schutz vor Regenschauern.

### Wegweiser

Wegweiser entlang des Eggeweges von Norden nach Süden
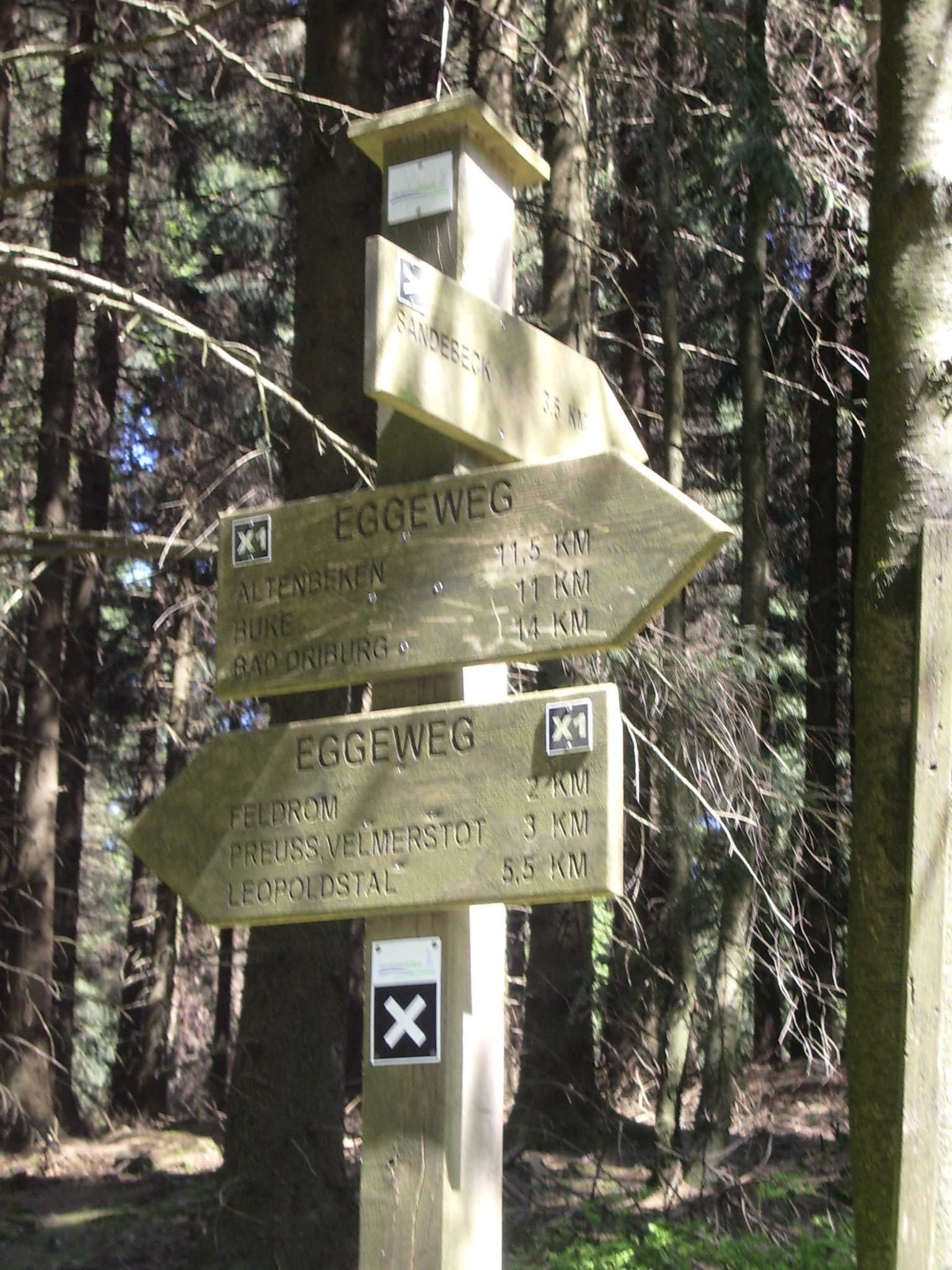
Abzweigung Sandebeck
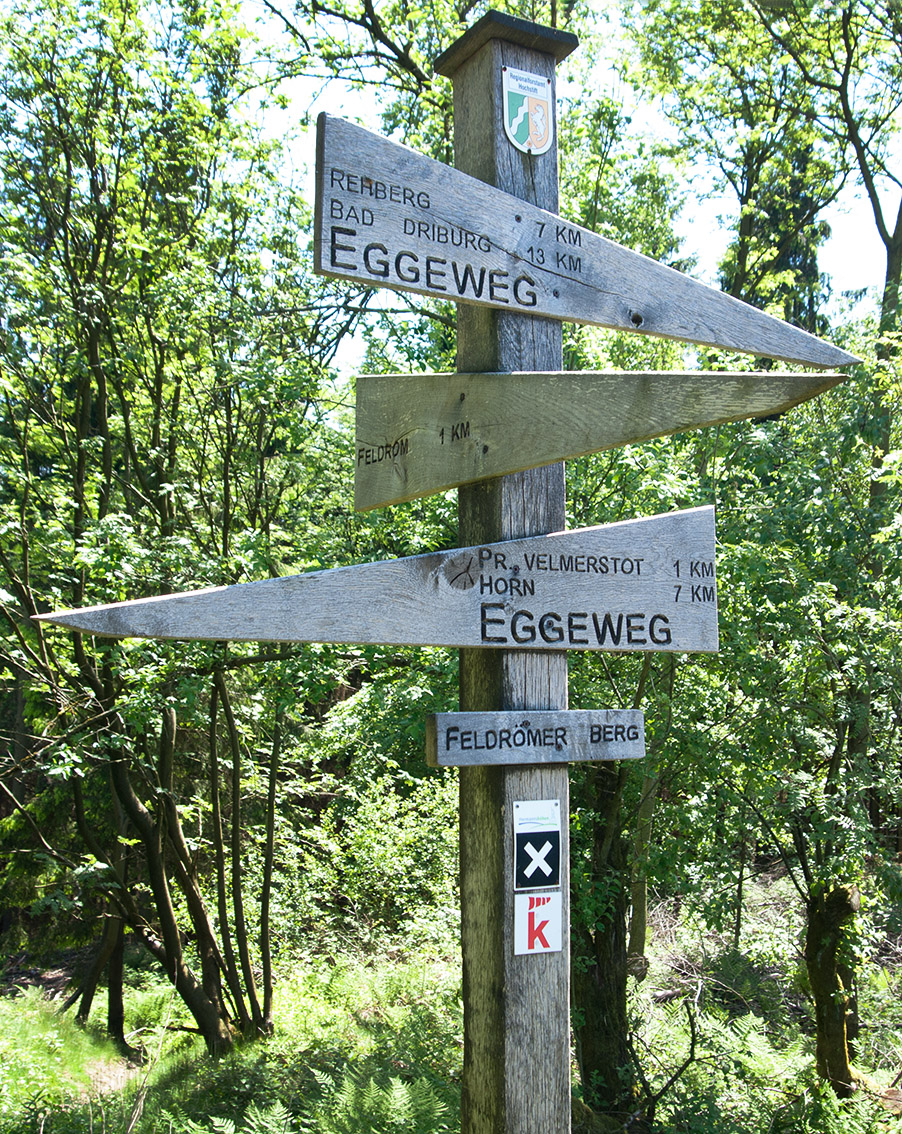
Feldromer Berg
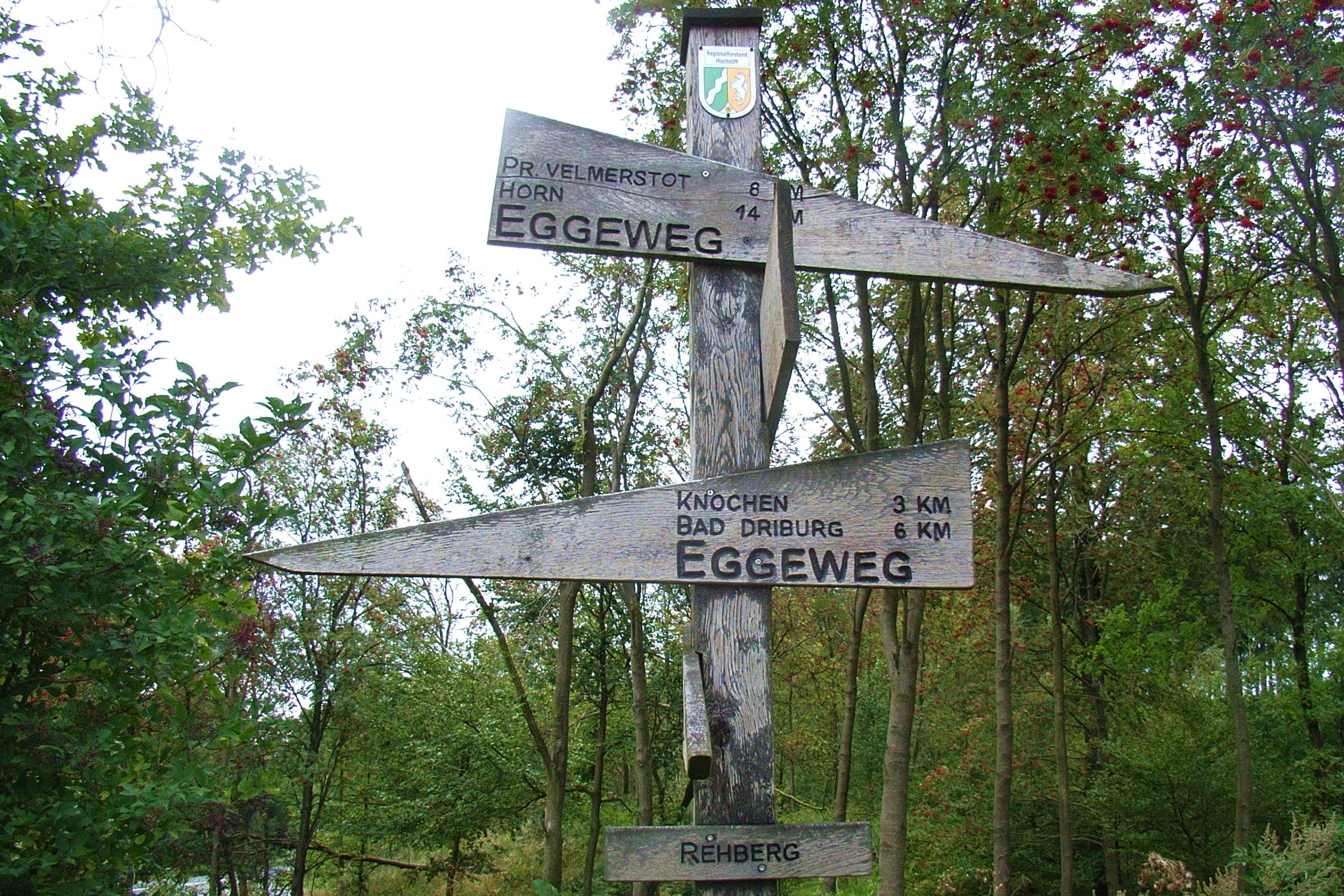
Rehberg
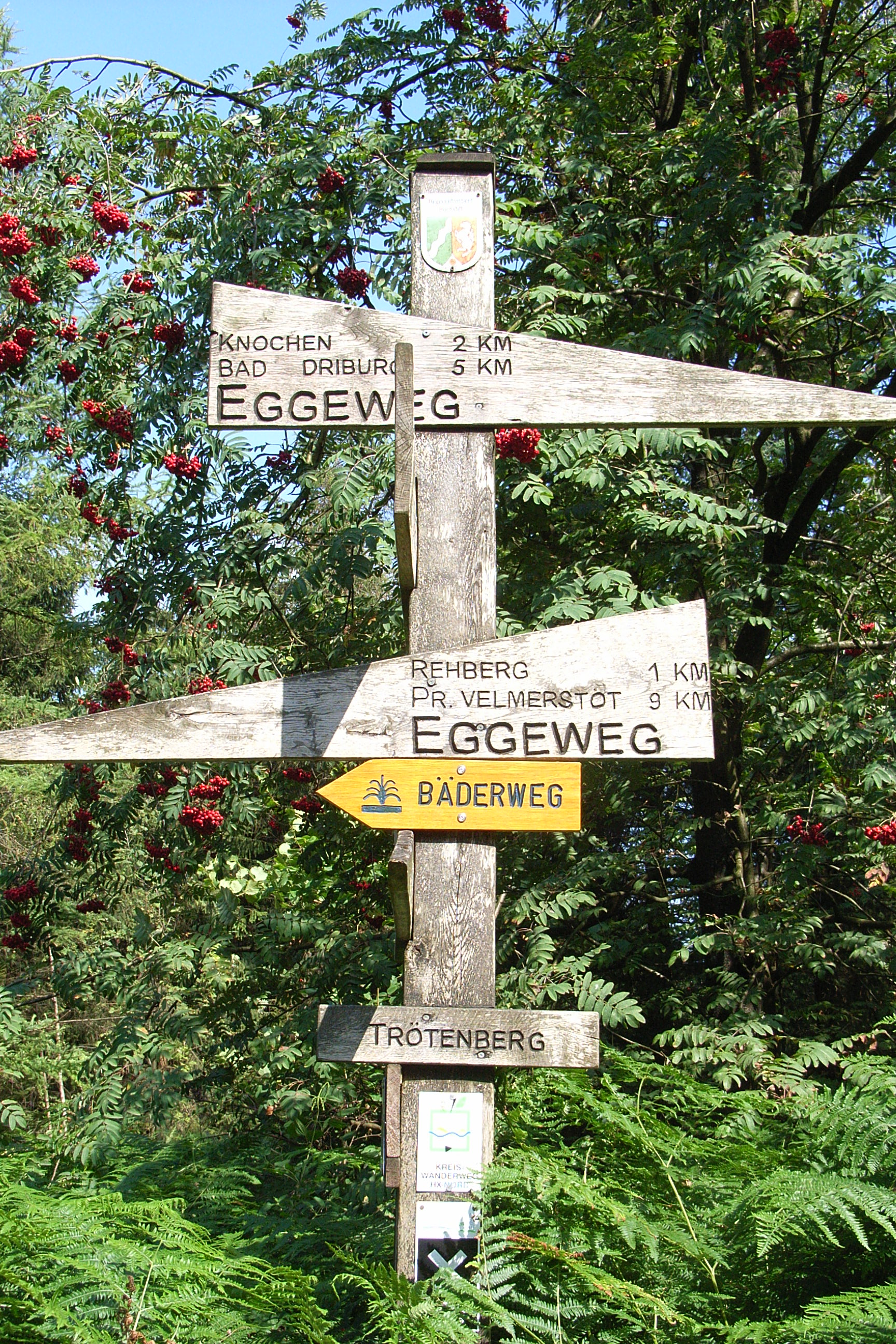
Trötenberg, Scholandstein
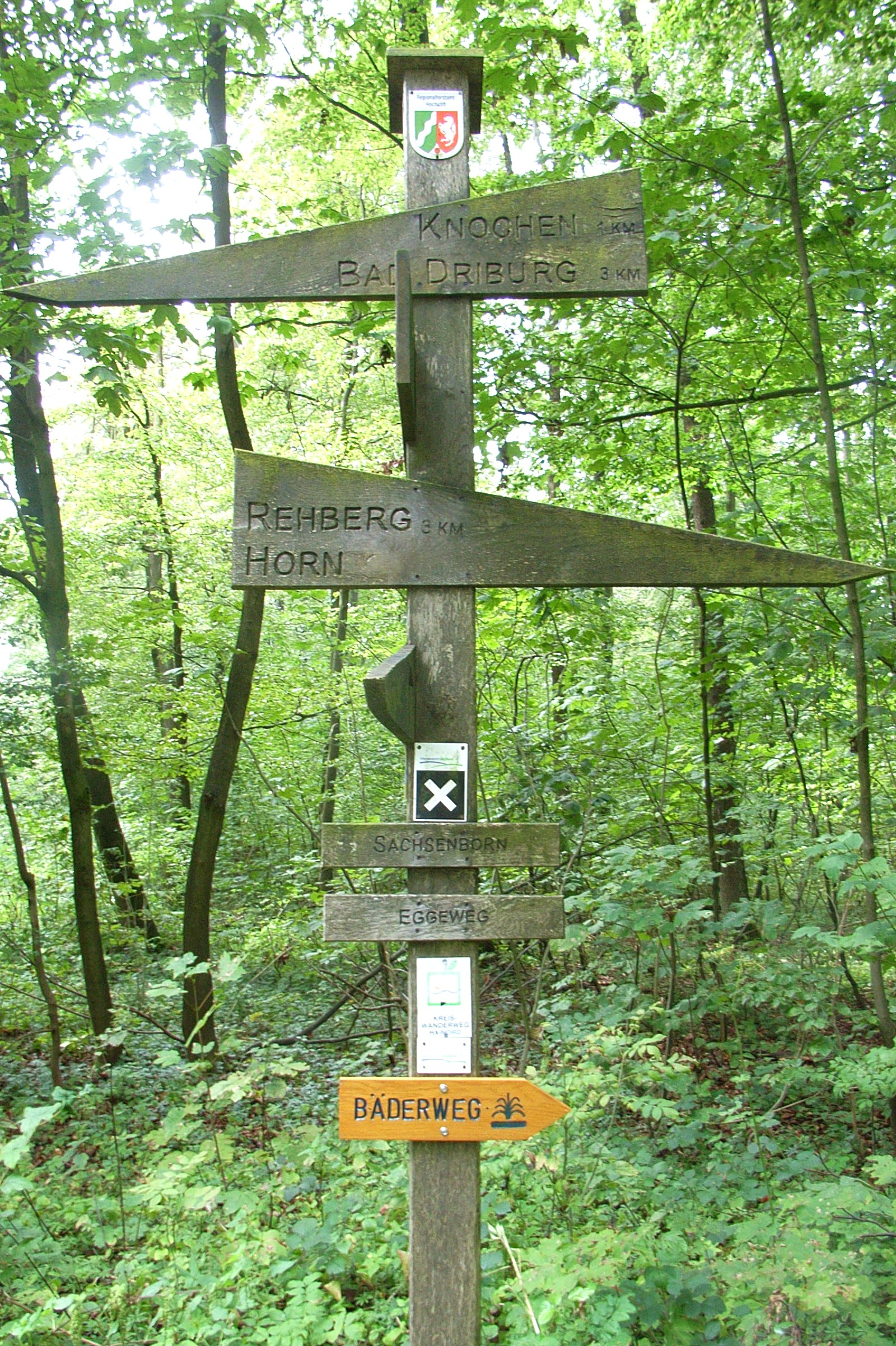
Sachsenborn, Knochen
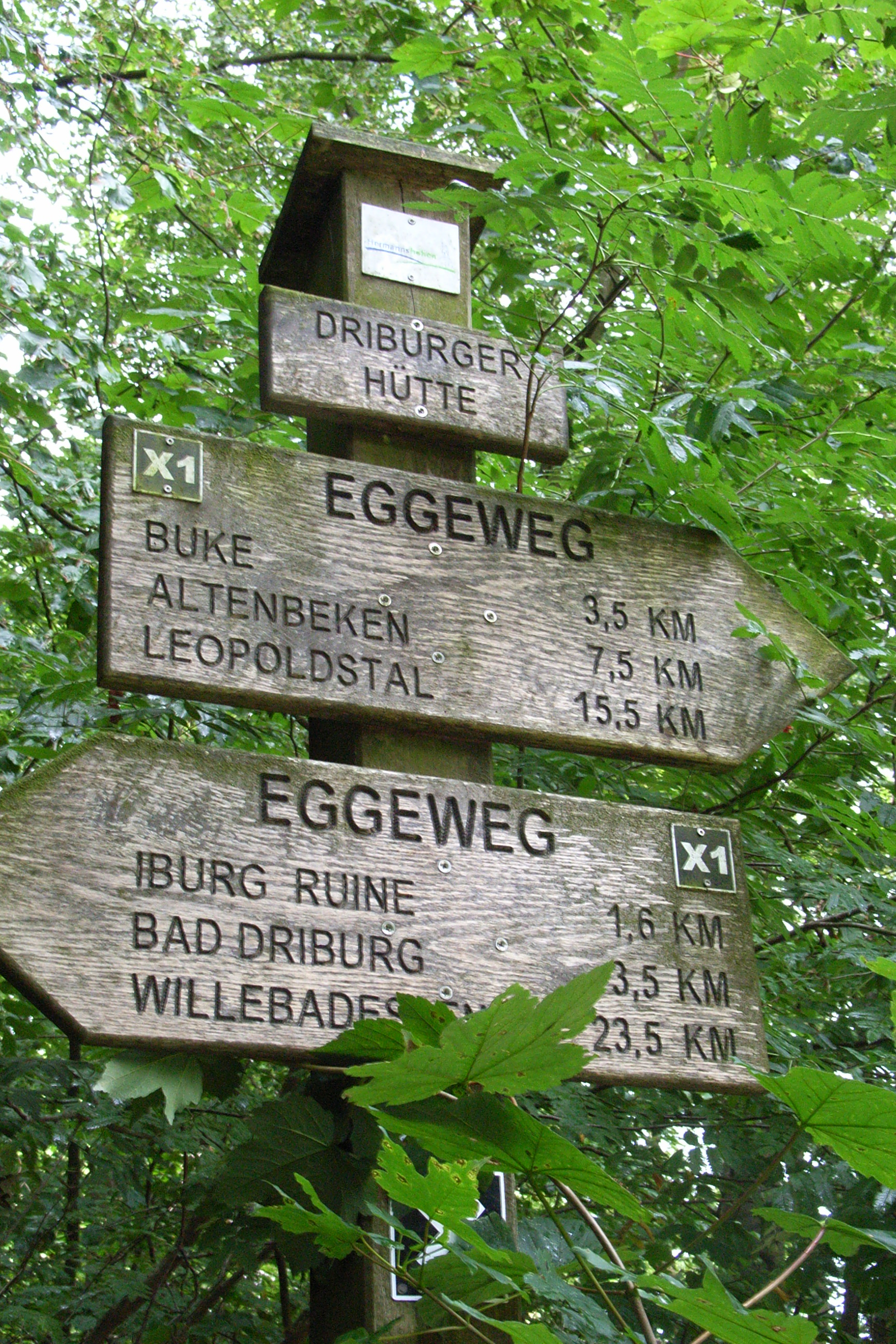
Driburger Hütte
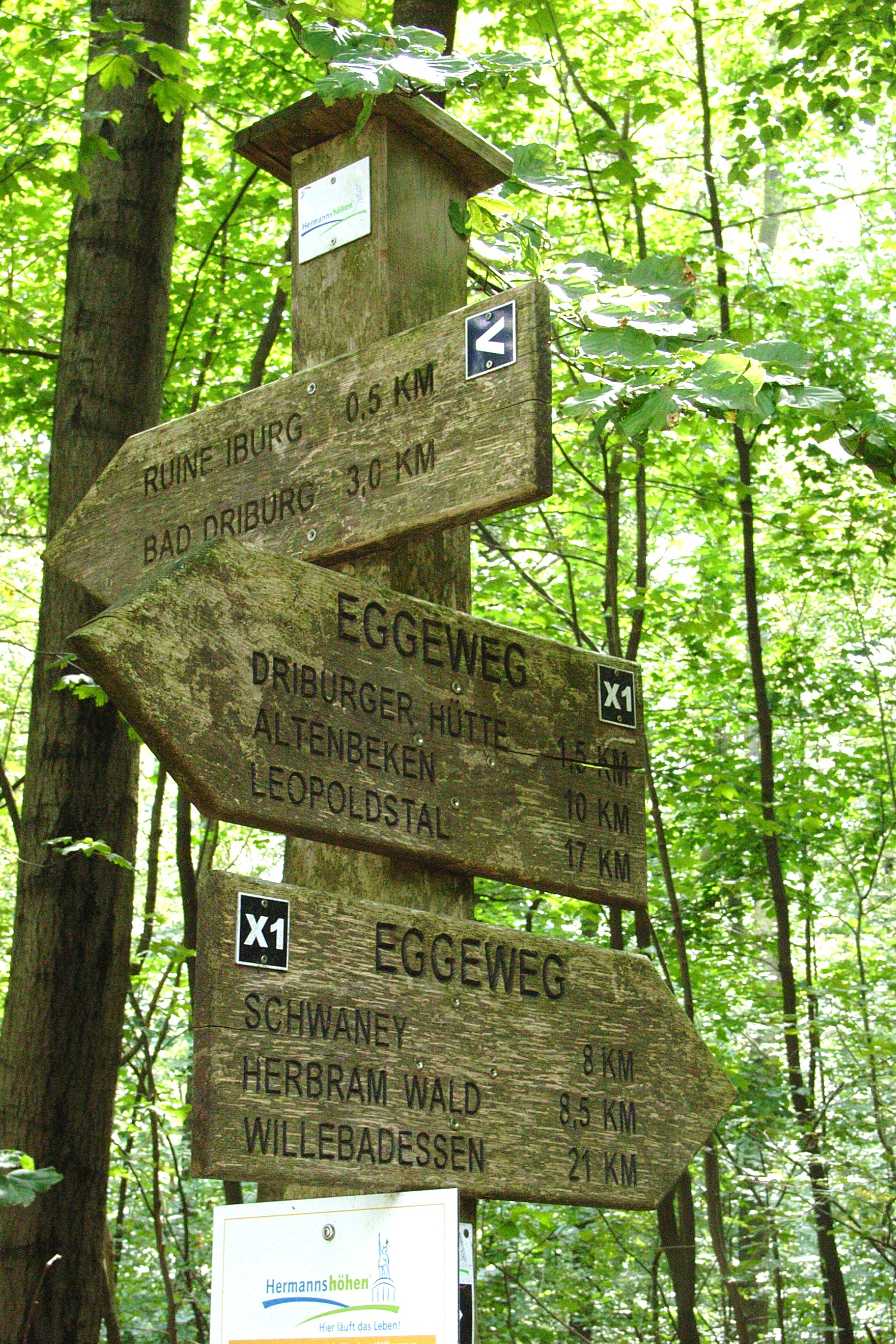
Wanderparkplatz Iburg

### Rettungspunkte
Entlang des Eggeweges wurden 28 Rettungspunkte mit eindeutiger Kennung, d. h. Nummer und Namen angelegt. Sie dienen dazu, den Standort bei Gefahr möglichst genau anzugeben, damit die Rettungskräfte den Unfallort zeitnah und zuverlässig finden. Die Rettungspunkte sind bei der Notrufzentrale (112) gemeldet.
1. Silbermühle
2. Lippischer Velmerstot
3. Preußischer Velmerstot
4. Hakehütte
5. Schwarzes Kreuz
6. Rehberghütte
7. Knochenhütte
8. Heinrich Heine Hütte
9. Driburger EGV Hütte
10. Schöne Aussicht
11. Klusenberg Hütte
12. Radbaum Hütte
13. Herbram Wald
14. Asselner Hütte
15. Paderborner-Berg-Hütte
16. Willebadessener Hütte
17. Johann Kiene Hütte
18. Alte Eisenbahn Hütte
19. Krollhütte
20. Borlinghauser Hütte
21. Bördeweg Nadel
22. Roters Eiche Hütte
23. Mittelwald Hütte
24. Blankenroder Hütte
25. Felsberg Hütte
26. Oesdorf Dorfplatz
27. Essentho Ortsmitte
28. Marsberger Rathaus

## Geschichte
Über den Kamm des Eggegebirges verlief bereits in vor- und frühgeschichtlicher Zeit ein Weg. In Anlehnung an diese ehemalige Handels- und Heerstraße entwickelte der 1900 gegründete Eggegebirgsverein Anfang des 20. Jahrhunderts den heutigen Wanderweg, zuerst als Strecke vom Velmerstot bis nach Bonenburg. Später wurde der Weg im Norden bis zu den Externsteinen und im Süden bis Niedermarsberg verlängert.
2004 wurde der Eggeweg als einer der ersten drei deutschen Wanderwege mit dem Gütesiegel „Qualitätsweg Wanderbares Deutschland“ des Deutschen Wanderverbandes als Prädikatswanderweg ausgezeichnet. Im Projekt Hermannshöhen wurde der Weg 2004 mit dem nördlich anschließenden Hermannsweg im Teutoburger Wald zu einem 226 km langen Kammweg verbunden.